# Касамаевка
Касамаевка (в верховье Суханка) — река в России, протекает по Башкортостану. Устье реки находится в 21 км по правому берегу реки Кошелевка. Длина реки составляет 32 км.

## Данные водного реестра
По данным государственного водного реестра России относится к Камскому бассейновому округу, водохозяйственный участок реки — Уфа от Нязепетровского гидроузла до Павловского гидроузла, без реки Ай, речной подбассейн реки — Белая. Речной бассейн реки — Кама.
Код объекта в государственном водном реестре — 10010201112111100023569.